# امیرنشین نجد و حسا
امیرنشین نجد و احساء که در نخستین دوره از سومین دولت سعودی بود. این حکومت از سال ۱۹۰۲ تا ۱۹۲۱ میلادی دوام داشت. این امیرنشین یک حکومت تحت فرمان دودمان سعود بود.